# Lamarck – Caulaincourt (stanice metra v Paříži)
Lamarck – Caulaincourt je nepřestupní stanice pařížského metra na lince 12 v 18. obvodu v Paříži. Nachází se pod ulicí Rue Lamarck.

## Historie
Stanice byla otevřena 31. října 1912 při prodloužení tehdejší linky A, kterou provozovala společnost Compagnie Nord-Sud, ze stanice Pigalle do stanice Jules Joffrin. Po sloučení se společností Compagnie du Métropolitain de Paris obdržela linka v roce 1930 číslo 12.
Nástupiště bylo vybudováno v hloubce 25 metrů pod povrchem a vede k němu výtah a točité schodiště.
V letech 2000 a 2001 proběhla rekonstrukce nástupišť a v rámci programu obnovy metra byla stanice uzavřena pro veřejnost od 27. března do 16. června 2006.

## Název
Stanice byla zamýšlená pod jménem Constantin Pecqueur, což byl francouzský ekonom (1801–1887), avšak byla otevřena pod jménem Lamarck podle ulice Rue Lamarck. Teprve později byl název doplněn na Lamarck – Caulaincourt podle další ulice Rue Caulaincourt. Proto názvy stanice z keramických dlaždic na nástupištích obsahují pouze jméno Lamarck. Jean-Baptiste Pierre de Monet de Lamarck (1744–1829) byl přírodovědec. Markýz Armand de Caulaincourt (1772–1827) byl generál a velvyslanec v Rusku v letech 1807–1811 a poté ministr zahraničních věcí 1813–1814.

## Vstupy
Stanice má jediný vstup na ulici Rue Lamarck u domu č. 53, který se objevil i ve filmu Amélie z Montmartru. Je neobvykle postaven do svahu a obklopen dvěma schodišti vedoucími k vrcholu kopce Montmartre.